# Ghinzu
Ghinzu est un groupe belge de rock, originaire de Bruxelles. Formé en 1999, le groupe publie l'année suivante Electronic Jacuzzi. En février 2004 paraît leur deuxième opus, Blow. Après avoir vu sa date de sortie repoussée plusieurs fois, son successeur intitulé Mirror Mirror sort finalement le 30 mars 2009. Un nouvel album est annoncé initialement pour 2015, mais il est depuis repoussé.

## Historique

### Formation et débuts (1999–2003)
Le nom du groupe fait référence à la marque de couteau Ginsu (« plus on coupe, plus il s'aiguise »). Electronic Jacuzzi, son premier album autoproduit (le label Dragoon est créé par et pour le groupe), paraît en 2000.
Alors que Ghinzu est en tournée entre 2000 et 2002 pour une cinquantaine de dates, deux singles en sont issus : Dolly Fisher et Electronic Jacuzzi . Au fur et à mesure des concerts, il s'en vend plusieurs milliers d'exemplaires en Belgique.

### Blow(2004–2008)
À la suite de quelques spectacles à l'été 2003 présentant de nouvelles chansons, le groupe est signé par le label Bang!. En février 2004 sort le deuxième album, Blow. Le disque est distribué en France, Suisse, Allemagne, et en Scandinavie (via le label Atmosphériques pour la France et V2 pour l'Allemagne et la Scandinavie). La pochette de l'édition belge, jugée trop violente (elle montre le chanteur John Stargasm décapité tenant sa tête devant un micro), est modifiée dans les autres pays.
Le succès du single Do You Read Me? fait décoller les ventes spécialement en France où des fans commencent à les suivre. Ils se produisent à l'Elysée-Montmartre, à l'Olympia de Paris, ainsi que sur la grande scène des Eurockéennes de Belfort. C'est réellement sur scène, où Ghinzu  monte sur la musique du film Star Wars, que se crée son succès. Au total, l'album se vendra à 100 000 exemplaires, dont près de 80 000 en France. Grâce à ce succès, leur premier album devenu introuvable est réédité en novembre 2005.
Entre 2006 et 2008, alors que Ghinzu commence l'enregistrement de leur troisième album, on retrouve des titres de Blow sur plusieurs bandes originales de film (Dikkenek, Les Chevaliers du Ciel, Taken). Le groupe écrit aussi la musique originale du film Irina Palm avec Marianne Faithfull, montré au Festival du Film de Berlin en 2007. Le titre Blow issu de l'album éponyme a été utilisé dans la bande originale du documentaire environnemental Nous resterons sur Terre, sortie le 8 avril 2009. Ce titre est aussi inclus dans la scène finale du film flamand Ex Drummer.
John Stargasm en profite aussi pour produire le premier album du groupe rock bruxellois Montevideo, dont le leader est Jean Waterlot qu'on retrouvera plus tard sur scène avec Ghinzu. De ces sessions sort Drunk for the Last Time, un morceau enregistré sous la forme d'un duo Montevideo/Ghinzu, avec Mika Nagazaki à la basse. C'est à cette époque que le batteur Fabrice George quitte le groupe et est remplacé par Tony « Babyface » Poltergeist. Des morceaux sont enregistrés dans le Var près de La Garde-Freinet.

### Mirror Mirror(2009–2012)

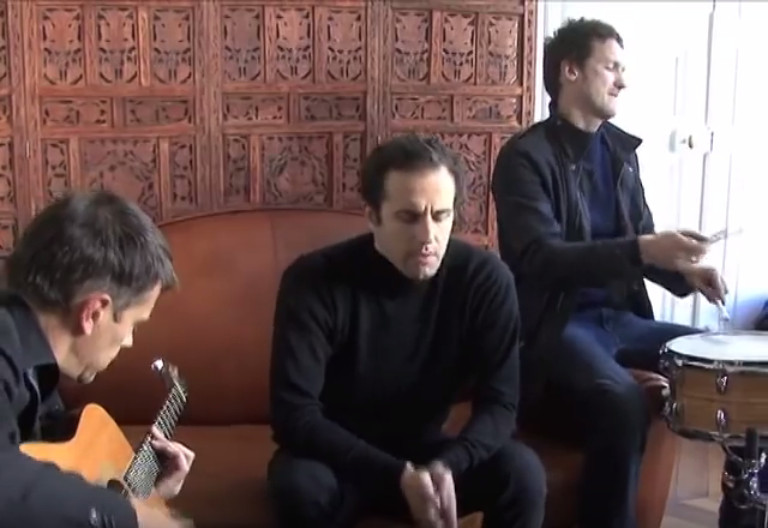
Ghinzu lors d'une session acoustique en 2009.

Après avoir repoussé plusieurs fois sa date de sortie, le troisième album du groupe, intitulé Mirror Mirror, sort finalement le 30 mars 2009 au Benelux (via PIAS), en France (via Universal) et en Suisse avant une sortie internationale en février 2010. Ghinzu entame en avril une tournée qui sillonne la Belgique, les Pays-Bas, la Suisse et la France, et se produit dans plusieurs grands festivals d'été, parmi lesquels le festival Beauregard, Les Vieilles Charrues, Rock Werchter, les Eurockéennes de Belfort et le Paléo Festival. En octobre 2009, ils remplissent le Zénith de Paris (dans son format club, 4200 places) avant de se produire à Forest National à Bruxelles en février 2010. Ghinzu est le premier groupe belge francophone depuis 30 ans (avec Machiavel) à jouer à guichets fermés dans cette salle. Parallèlement, il est élu le 1er janvier 2010 par les lecteurs de Rue89 deuxième du « Top oubliés » de la décennie.

### Nouvel album? (depuis 2013)
Le groupe entre en studio en mars 2013 pour enregistrer son quatrième album, la sortie de ce dernier étant initialement prévue pour 2015. Le 3 juin 2015, Ghinzu annonce son retour sur scène. Ils jouent au Trianon le 25 octobre où quatre nouveaux titres sont dévoilés. À cette occasion, John Stargasm révèle que le nouveau disque ne sortira qu'en septembre 2016. Puis lors d'une interview donnée à la RTBF dans le cadre des Francofolies de Spa, il annonce finalement une sortie pour janvier 2017. Toutefois, celle-ci est reportée à une date indéfinie.
En septembre 2023, le groupe réédite ses 3 albums en format vinyle.
En novembre 2023, Ghinzu dévoile, pour juin 2024, 3 dates à l'Ancienne Belgique de Bruxelles, une date au Den Atelier de Luxembourg, une date à l'OM de Liège ainsi qu'une date à l'Olympia de Paris à l'occasion de l'anniversaire des 20 ans de l'album Blow.

## Discographie

### DVD
- Live enregistré à l'Ancienne Belgique en 2004

### Classement des ventes
| 2000 | Electronic Jacuzzi | 181 | -  | 95 | -  |
| 2004 | Blow               | 78  | -  | 13 | -  |
| 2009 | Mirror Mirror      | 17  | 92 | 2  | 37 |

## Membres

### Membres actuels
- John Stargasm - chant, piano, synthétiseur, basse
- Mika « Nagazaki » Hasson - basse, guitare, synthétiseur
- Greg Remy - guitare, basse
- Tony « Babyface » Poltergeist - batterie (depuis 2007)
- Jean Montevideo - synthétiseur, guitare, chœurs (depuis 2008)

### Anciens membres
- Sanderson Poe - contrebasse, chœurs
- Fabrice George - batterie
- Kris Dane - synthétiseur, guitare, chœurs

## Récompenses
- 2005 - Artiste de la saison, Octaves de la musique
- 2009 - Octave de la musique pop-rock